# Doença da pressa
A doença da pressa ou síndrome da pressa é um transtorno mental causada principalmente pelo ritmo frenético em que a sociedade moderna se submete nas zonas urbanas e no trabalho. A síndrome não tem reconhecimento médico nem psicológico factível, mas é estudada desde a década de 1980. O aumento excessivo de ansiedade é o principal fator que causa a síndrome da pressa.